# Simon de La Loubère

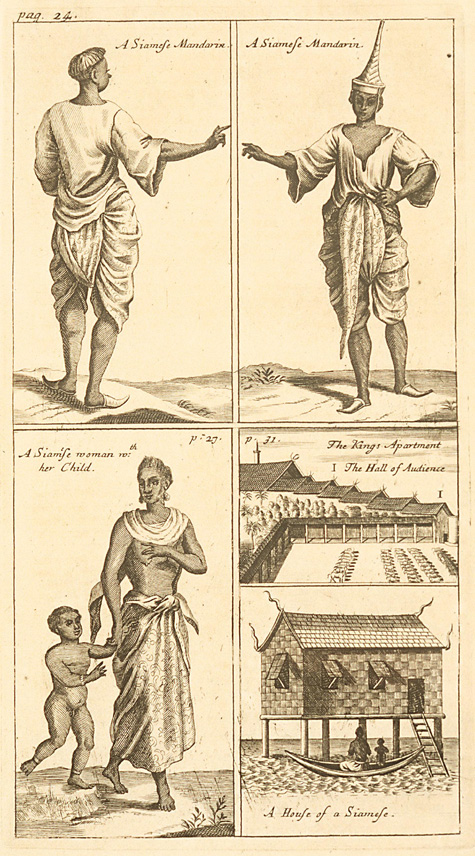
Una página de Du Royaume de Siam, ilustración de la edición inglesa (1693)

Simon de la Loubère (21 de abril de 1642 - 26 de marzo de 1729) fue un diplomático francés de Siam (Tailandia), escritor, matemático y poeta. Se le atribuye traer un documento que introdujo a Europa en la astronomía india, el "método siamés". 

## Misión a Siam
Simon de la Loubère dirigió una embajada a Siam (Tailandia moderna) en 1687 (la "misión La Loubère-Céberet")[cita requerida]. La embajada, compuesta por cinco buques de guerra, llegó a Bangkok en octubre de 1687, y fue recibida por Ok-khun Chamman. La Loubère regresó a Francia a bordo del Gaillard el 3 de enero de 1688, acompañado del jesuita Guy Tachard y una embajada siamesa liderada por Ok-khun Chamman[cita requerida].
A su regreso, La Loubère escribió todo lo que vio en su viaje, como lo había solicitado Luis XIV, y lo publicó bajo el título Du Royaume de Siam: "Fue por las órdenes, que tuve el honor de recibir del Rey al emprender mi viaje a Siam, que observé en ese país cosas de lo más singular"[cita requerida].
Loubère también trajo consigo un oscuro manuscrito relacionado con las tradiciones astronómicas de Siam, que le pasó al famoso astrónomo franco-italiano Jean-Dominique Cassini.  El Manuscrito Siamés, como es llamado ahora, intrigó tanto a Cassini que pasó un par de años descifrando sus contenidos crípticos, determinando que el documento se originó en la India[cita requerida]. Su explicación del manuscrito apareció en el libro de La Loubère El Reino de Siam en 1691[cita requerida], que sentó las bases de los estudios europeos de astronomía india.

## Carrera en Francia
La Loubère fue elegido miembro de la Academia Francesa´(1693 – 1729), donde recibió el Asiento 16, tras la publicación en 1691 de su libro Du Royaume de Siam.[cita requerida]
Fue un amigo del conocido científico alemán Gottfried Leibniz, y una vez escribió que "no tenía mayor alegría que discutir de filosofía y matemáticas con él" (22 de enero de 1681, correspondencia).[cita requerida]

## Obras
- Du Royaume de Siam (1691)
- Traité de l'orgine des jeux floraux de Toulouse (1715)
- De la Résolution des équations, ou de l'Extraction de leurs racines (1732)